# Altvioolconcert nr. 1 (Beamish)
Sally Beamish voltooide haar Altvioolconcert (nr. 1) in 1995. Ze reviseerde het werk in 1998. In 2001 volgde nummer 2 en in 2006 nummer 3.
Beamish had geen problemen met de invulling van de solopartij; zij speelde immers zelf jarenlang altviool. De inspiratie achter dit werk vond ze in de Bijbel bij de verloochening van Petrus. (Mattheus 26:69-75), waarin Petrus tijdens de arrestatie van Jezus ontkende hem te kennen om zo zichzelf te redden. Petrus wordt in het concert vertegenwoordigd door de altviool. Het samenspel (concerto) met orkest is er altijd een geweest van samen op trekken en contrasteren. Dat past hier goed bij het verhaal, want Petrus en Christus zouden uiteindelijk samen optrekken.
Het verzoek voor het werk kwam van Philip Dukes, die dan ook de première gaf. Hij werd op 2 augustus 1995 tijdens een Promsconcert begeleid door de London Mozart Players onder leiding van Matthias Bamert. Philip Dukes was ook degene die het voor het eerst op compact disc vastlegde. Later verscheen er ook een uitvoering door Tatjana Masurenko op Coviello Classics.
Orkestratie:
- Altviool solo
- 2 dwarsfluiten (II ook piccolo), 2 hobo’s, 2 klarinetten (II ook basklarinet), 2 fagotten
- 2 hoorns, 2 trompetten, geen trombones en tuba
- pauken, percussie
- violen, altviolen, celli, contrabassen